# Africa's Connection STP

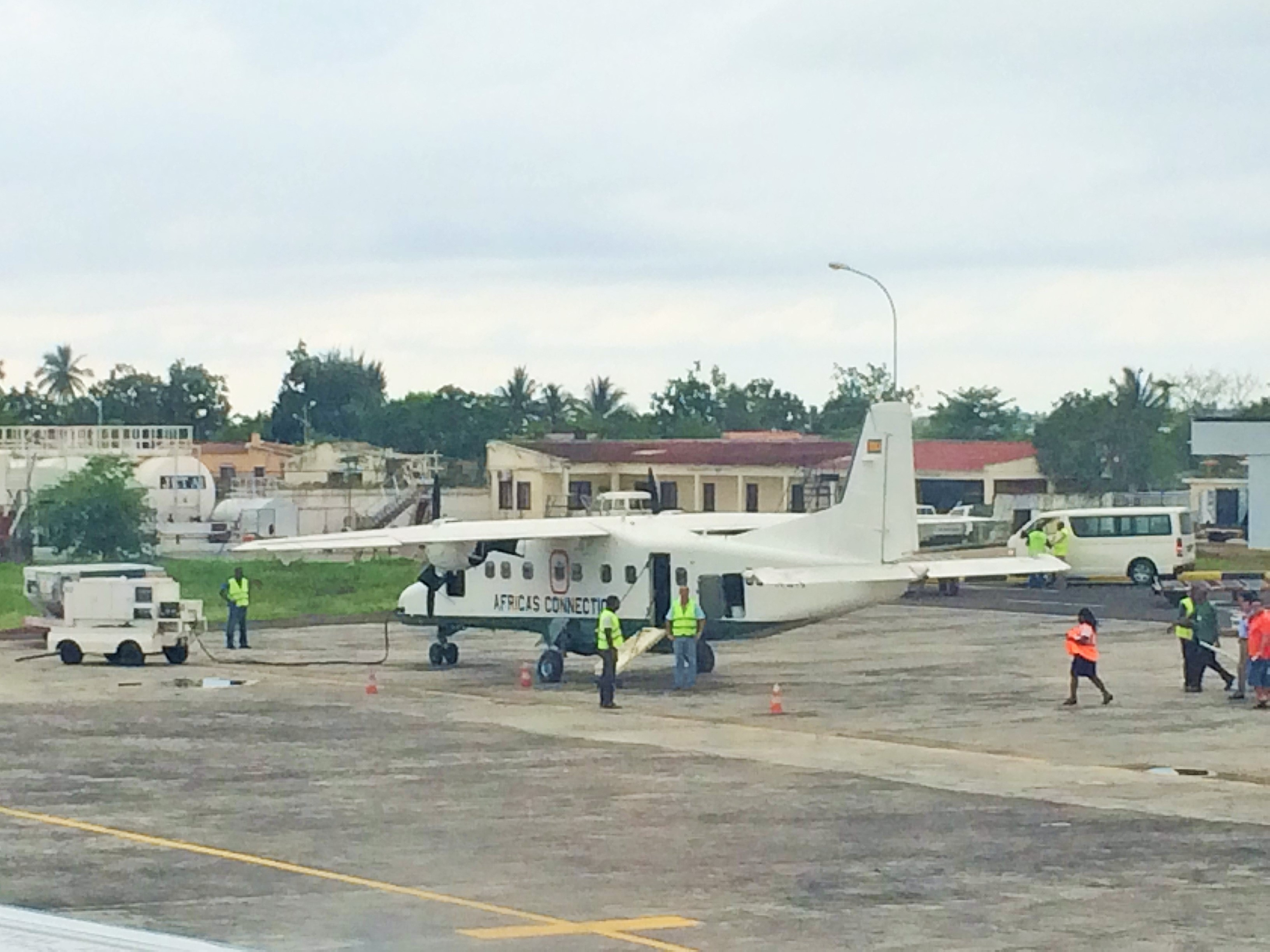
Un avion de l'Africa's Connection STP à l'aéroport international de Sao Tomé.

Africa's Connection STP est une compagnie aérienne basée à São Tomé, capitale de Sao Tomé-et-Principe.
La compagnie figure sur la liste des transporteurs aériens interdits dans l'Union européenne.

## Destinations
| Pays                 | Ville         | Aéroport                    |
| -------------------- | ------------- | --------------------------- |
| Cameroun             | Douala        | Douala                      |
| Gabon                | Libreville    | Libreville-Léon Mba         |
| Guinée équatoriale   | Malabo        | Malabo                      |
| Nigeria              | Port Harcourt | Port Harcourt-International |
| Sao Tomé-et-Principe | São Tomé      | São Tomé                    |
| Sao Tomé-et-Principe | Principe      | Principe                    |

## Flotte
En mai 2014, la flotte d'Africa's Connection STP utilise les appareils suivants :
| Avion       | Dans la flotte | Les commandes | Les passagers |
| ----------- | -------------- | ------------- | ------------- |
| Dornier 228 | 3              | 0             | 90            |
| Total       | 3              | 0             | 90            |